# 4755 Nicky
4755 Nicky је астероид главног астероидног појаса чија средња удаљеност од Сунца износи 2,283 астрономских јединица (АЈ).
Апсолутна магнитуда астероида је 14,1.